# Jangadeiros Alagoanos
O Grêmio Recreativo Escola de Samba Jangadeiros é uma escola de samba da cidade de Maceió, no estado de Alagoas. É a escola mais vezes campeã do carnaval de Maceió, com 11 títulos e seis vice-campeonatos.

## História
Criada em 1972, por pescadores da Colônia Z1, é composta atualmente por 600 componentes.
Em 1999, contou com o reforço de um ex-carnavalesco da Beija-Flor de Nilópolis, do Rio de Janeiro, entrando na avenida com 400 componentes e prestando uma homenagem ao mestre Zumba, artista plástico alagoano.
Esteve inativa em 2005, retornando aos desfiles em 2008, com o enredo "Sou Verde, Sou da Índia, Sou de Alagoas, Virei Negócio da China. Quem Sou? A Doce Cana-de-açucar", que contou a história da exploração da cana-de-açúcar e sua importância na economia alagoana.
Em 2009, o enredo "Coração, a Máquina da Humanidade, Símbolo de Amor e Vida. Dr. Wanderley, a Serviço do Coração da Gente" presta uma homenagem ao cardiologista José Wanderley Neto, atual vice-governador de Alagoas. Foi terceira colocada em 2011, ao homenagear a cidade de Vitória de Santo Antão, e seu maior produto, a cachaça.

## Segmentos

### Presidentes
| Período           | Nome               | Ref. |
| ----------------- | ------------------ | ---- |
| ? - ?             | Afrânio almeida    |      |
| 2022 - atualidade | Jorge Guiz Genezio |      |

## Carnavais
| Ano                                  | Colocação     | Enredo                                                                                                 | Carnavalesco | Ref   |
| ------------------------------------ | ------------- | --- | ------------ | ----- |
| 2000                                 | 3º lugar      | Delmiro Gouveia nos 500 Anos do Brasil, a Trajetória do Mito                                           |              |       |
| Não desfilou, em 2001                |               | |              |       |
| 2002                                 | Vice-Campeã   | 50 Anos de Trabalho, Lutas e Glórias de um Grupo Chamado Vitória                                       |              |       |
| Não desfilou de 2003 a 2007          |               | |              |       |
| 2008                                 | Não oficial   | Sou Verde, Sou da Índia, Sou de Alagoas, Virei Negócio da China. Quem Sou? A Doce Cana-de-açucar       |              |       |
| 2009                                 | 3º lugar      | Coração, a Máquina da Humanidade, Símbolo de Amor e Vida. Dr. Wanderley, a Serviço do Coração da Gente |              |       |
| 2011                                 | 3º lugar      | |              |       |
| Não desfilou nos anos de 2012 e 2013 |               | |              |       |
| 2014                                 | 3º lugar      | Intérprete:Flávio de Souza                                                                             | Neném Cabral |       |
| 2015                                 | Sem avaliação | Mais verde do que nunca                                                                                |              | [ 6 ] |